# 리사 오리글리아소
리사 오리글리아소(Lisa Origliasso, 1984년 12월 25일 ~ )는 오스트레일리아의 싱어송라이터이다. 팝 듀오 더 베로니카스의 멤버이다. 멤버인 제시카 오리글리아소와 쌍둥이다.